# Rykynčice
Rykynčice és un poble i municipi d'Eslovàquia. Es troba a la regió de Banská Bystrica.

## Història
La primera menció escrita de la vila es remunta al 1279.

## Demografia
| Godina             | 1994 | 2004    | 2014    | 2024   |
| ------------------ | ---- | ------- | ------- | ------ |
| Nombre de persones | 422  | 338     | 283     | 262    |
| Diferència         |      | −19,90% | −16,27% | −7,42% |

| Godina             | 2023 | 2024   |
| ------------------ | ---- | ------ |
| Nombre de persones | 267  | 262    |
| Diferència         |      | −1,87% |